# Les Misérables (2018)
Les Misérables is een zesdelige Britse miniserie uit 2018, gebaseerd op de gelijknamige roman uit 1862 van Victor Hugo. De hoofdrollen worden vertolkt door Dominic West, David Oyelowo en Lily Collins. Les Misérables ging in première in het Verenigd Koninkrijk op 30 december 2018 op BBC One. De miniserie verscheen op 31 maart 2019 op BBC First.

## Verhaal
Jean Valjean wordt na negentien jaar dwangarbeid vrijgelaten en probeert in het begin van de 19e eeuw in Frankrijk weer een bestaan op te bouwen. Zijn status als voormalig veroordeelde en de vervolging door inspecteur Javert drijven hem terug naar de misdaad, maar bisschop Myriel verlost hem en geeft hem het zilver dat hij nodig heeft om een nieuw leven te beginnen. Jaren later verstrengelt Valjean, met een nieuwe identiteit maar altijd gewild bij Javert, zijn leven met dat van de jonge en onfortuinlijke Fantine, die hem op haar sterfbed haar dochtertje Cosette toevertrouwt. Samen met het kind zocht Valjean zijn toevlucht in de hoofdstad, waar hij jaren later betrokken was bij de republikeinse opstand in Parijs in juni 1832.

## Rolverdeling
| Acteur             | Personage                 |
| ------------------ | ------------------------- |
| Dominic West       | Jean Valjean              |
| David Oyelowo      | Javert                    |
| Lily Collins       | Fantine Thibault          |
| Adeel Akhtar       | Monsieur Thénardier       |
| David Bradley      | Monsieur Gillenormand     |
| Emma Fielding      | Nicolette                 |
| Olivia Colman      | Madame Rosalie Thénardier |
| Enzo Cilenti       | Rivette                   |
| Henry Lloyd-Hughes | Pontmercy                 |
| Lorcan Cranitch    | Hoofdinspecteur           |
| Johnny Flynn       | Felix Tholomyès           |
| Derek Jacobi       | Bisschop Myriel           |
| Erin Doherty       | Fabienne                  |

## Prijzen en nominaties
| Jaar | Prijs                                               | Categorie                                    | Ontvangstnemer(s)                            | Uitslag     |
| ---- | --------------------------------------------------- | -------------------------------------------- | -------------------------------------------- | ----------- |
| 2019 | Shanghai International TV Festival (Magnolia Award) | Beste buitenlandse televisiefilm / miniserie | Beste buitenlandse televisiefilm / miniserie | Genomineerd |